# Trò chơi platform
Trò chơi platform, hoặc trò chơi đi cảnh, là một thể loại trò chơi video và thể loại phụ của trò chơi hành động. Trong một platformer, nhân vật do người chơi điều khiển phải nhảy và leo qua các nền tảng bị treo trong khi tránh chướng ngại vật. Môi trường thường có địa hình không bằng phẳng có chiều cao khác nhau phải đi qua. Người chơi thường có một số quyền điều khiển về chiều cao và khoảng cách của cú nhảy để nhân vật của họ không bị ngã chết hoặc bỏ lỡ những bước nhảy cần thiết. Yếu tố thống nhất phổ biến nhất của các trò chơi thuộc thể loại này là nút nhảy, nhưng bây giờ có các lựa chọn thay thế khác như vuốt màn hình cảm ứng. Các thao tác nhào lộn khác cũng có thể tham gia vào trò chơi, chẳng hạn như đu từ các vật thể như dây leo hoặc móc vật lộn, như trong Ristar hoặc Bionic Commando, hoặc nhảy từ ván trượt hoặc trampoline, như trong Alpha Waves. Các cơ chế này, ngay cả trong bối cảnh của các thể loại khác, thường được gọi là platforming. Các trò chơi trong đó nhảy được tự động hóa hoàn toàn, chẳng hạn như các trò chơi 3D trong chuỗi trò chơi The Legend of Zelda, nằm ngoài thể loại này.
Các trò chơi nền tảng bắt nguồn từ đầu những năm 1980, thường là về việc leo lên thang nhiều như nhảy, với những người kế nhiệm 3D phổ biến vào giữa những năm 1990. Thuật ngữ này mô tả các trò chơi trong đó nhảy trên nền tảng là một phần không thể thiếu của trò chơi và được sử dụng sau khi thể loại này được thành lập, không muộn hơn 1983.  Thể loại này thường được kết hợp với các yếu tố thuộc các thể loại khác, chẳng hạn như các yếu tố bắn súng trong Contra, các yếu tố beat 'em up của Viewtiously Joe, các yếu tố phiêu lưu của trò chơi Flashback hoặc các yếu tố trò chơi nhập vai của Castlevania: Symphony of the Night.
Mặc dù thường được kết hợp với chơi trò chơi trên bàn điều khiển, đã có nhiều trò chơi platform quan trọng được phát hành cho các video arcade, cũng như cho các máy chơi game cầm tay và máy tính gia đình. Bắc Mỹ, Châu Âu và Nhật Bản đã đóng một phần quan trọng trong sự phát triển của thể loại này. Các chủ đề nền tảng bao gồm từ các trò chơi giống như phim hoạt hình đến khoa học viễn tưởng và sử thi giả tưởng.
Tại một thời điểm, trò chơi platform là thể loại trò chơi video phổ biến nhất. Ở đỉnh cao của sự nổi tiếng, người ta ước tính rằng giữa một phần tư và một phần ba số trò chơi trên máy console là các trò chơi platform, nhưng đã được thay thế bởi các trò chơi bắn súng góc nhìn thứ nhất . Tính đến năm 2006, thể loại này đã trở nên ít chiếm ưu thế hơn, chiếm hai phần trăm thị phần so với mười lăm phần trăm vào năm 1998, nhưng vẫn có thể thương mại hóa, với một số trò chơi được bán trong hàng triệu đơn vị. Kể từ năm 2010, một loạt các trò chơi platform chạy vô tận cho các thiết bị di động đã mang lại sự phổ biến mới cho thể loại này.